# محسن سريع محسن
محسن سريع محسن  (1932 - 2008) قائد عسكري، برلماني يمني، ولد في قرية (الجاهلية), في مديرية همدان, في محافظة صنعاء ، كان قائد الفرقة الأولى مدرع سابقاً، توفي في ديسمبر 2008 إثر مرض عضال.

## حياته
نشأ في أسرة بسيطة، وتوفيت أمه وهو لا يزال طفلاً، وقد التحق بكُتّاب قريته، وتلقى فيه علومه الأولية، ثم التحق سنة 1959م بمدرسة صف الضباط، وتلقى دورة في المدفعية، ودورة في المدرعات عام 1968م.
عمل سنة 1960م معلم مدفعية برتبة عريف، وشارك في مناهضة الحكم الملكي، وبعد قيام ثورة 26 سبتمبر 1962م تعيَّن قائدًا لمنطقة كوكبان في بلاد المحويت، وفي سنة 1965م تعيَّن قائدًا لسرية الشرطة العسكرية في صنعاء، ثم قائدًا للشرطة العسكرية في محافظة إب عام 1966م، ثم تعيَّن في شئون أفراد وتسليح الكتيبة الأولى مدرع عام 1968م، ثم أركان حرب الكتيبة الأولى مدرع (1970 - 1978م) ، وفي سنة 1979م تعيَّن قائدًا للواء الأول مدرع.
ثم قائدًا للفرقة الأولى مدرع في 1980م، وفي 1993م فاز بعضوية مجلس النواب.
ساهم بشكل فعّال في حل كثير من القضايا القبلية والاجتماعية، ساعيًا في إصلاح ذات البين، وقد رقي برتبته العسكرية حتى رتبة (لواء ركن)، وهو أب لابنين، وثلاث بنات.